# Senaat (Polen)

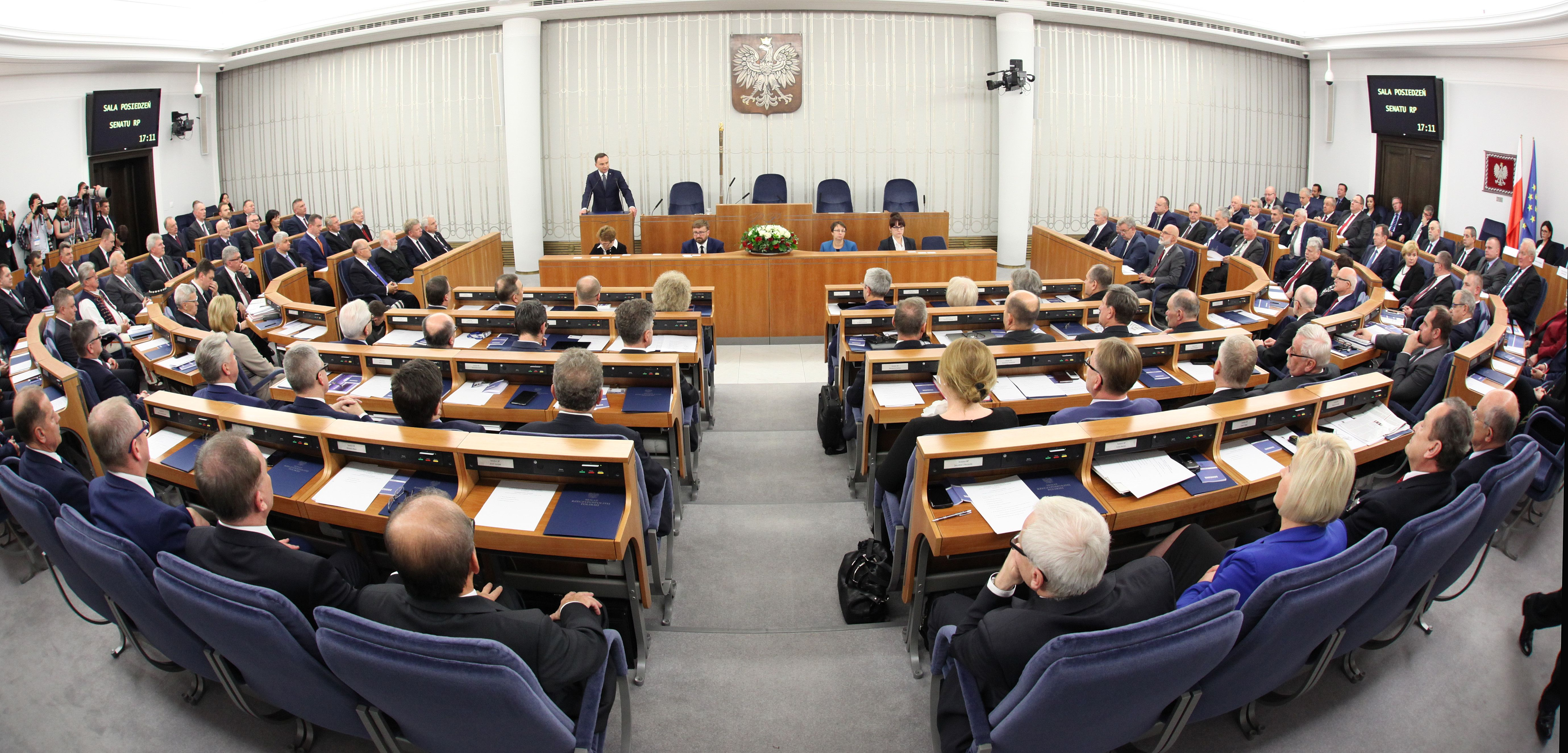
De Poolse Senaat

De Senaat (voluit: Senaat van de Republiek Polen, in het Pools: Senat Rzeczypospolitej Polskiej) is het hogerhuis van het Poolse parlement en vormt samen met het lagerhuis, de Sejm, de Nationale Vergadering. De Senaat heeft 100 leden, die volgens een districtenstelsel direct door de bevolking voor een periode van vier jaar worden verkozen.
De Poolse Senaat heeft een lange geschiedenis, die teruggaat tot 1453 of zelfs eerder en heeft tot 1795 (het jaar van de Derde Poolse Deling) onafgebroken bestaan. Ook tijdens de Tweede Poolse Republiek bestond er vanaf 1921 een Senaat. Na de Tweede Wereldoorlog werd deze echter na een referendum opgeheven, zodat het Poolse parlement ten tijde van de Volksrepubliek Polen slechts uit één kamer bestond.
Als uitkomst van de rondetafelbesprekingen van 1989 werd de Senaat in dat jaar in ere hersteld. De eerste verkiezingen vonden plaats op 4 juni van dat jaar. Deze waren, in tegenstelling tot de verkiezingen voor de Sejm, volledig vrij en Solidariteit behaalde 99 van de 100 zetels, wat voor de toenmalige oppositie een belangrijke morele overwinning was.